# Андреева, Ирина Николаевна
Ирина Николаевна Андреева (бел. Ірына Мікалаеўна Андрэева, *1 мая 1967 г., д. Островно Бешенковичского района, Витебская область) — белорусский психолог, доктор психологических наук (2018), профессор (2021). Автор работ по проблематике эмоционального интеллекта.

## Биография
Родилась 1 мая 1967 г. в деревне Островно Бешенковичского района Витебской области. В 1988 г. с отличием окончила Витебский государственный педагогический институт им. П. М. Машерова по специальности «Педагогика и методика начального обучения», в 1992 г. прошла переподготовку по специальности «Практическая психология» в МГПИ им. М. Танка. В 1996 г. начала работать преподавателем на кафедре русского и белорусского языков Полоцкого государственного университета.
В 1998—2006 гг. работала в должности преподавателя, старшего преподавателя, доцента на кафедре педагогики, психологии и методики обучения, в 2006—2008 гг. являлась доцентом кафедры социально-гуманитарных дисциплин, с 2008 по 2018 гг. — доцент кафедры технологии и методики преподавания, с декабря 2018 г. — профессор кафедры технологии и методики преподавания Полоцкого государственного университета.
С 1996 по 2000 год училась в аспирантуре при кафедре социальной психологии в БГПУ им. М. Танка. Научный руководитель — кандидат психологических наук, доцент Л. В. Финькевич. В 2002 г. защитила кандидатскую диссертацию на тему: «Взаимосвязь личностной тревожности и социально-психологических характеристик подростков» по специальности 19.00.05 — социальная психология. В 2006 г. присвоено ученое звание доцента.
В 2009—2012 гг. училась в докторантуре при кафедре психологии факультета философских и социальных наук БГУ. Научный руководитель — заведующий кафедрой психологии ФФСН БГУ, доктор психологических наук, профессор И. А. Фурманов. В 2017 г. защитила докторскую диссертацию на тему: «Структура и типология эмоционального интеллекта», в 2018 г. присвоена ученая степень доктора психологических наук по специальности 19.00.01 — общая психология, психология личности, история психологии. В 2021 г. присвоено ученое звание профессора. Замужем (муж — белорусский историк С. О. Шидловский),.

## Научная работа
Сфера научных интересов — эмоциональный интеллект, эмоциональная креативность, психология личности.
Является членом Совета по защите диссертаций Д.02.01.19 в Белорусском государственном университете.
Председатель редколлегии журнала «Вестник Полоцкого государственного университета» (Серия «Педагогические науки»).
Имеет более 160 публикаций, из них 12 учебно-методических. Опубликованы авторские монографии «Эмоциональный интеллект как феномен современной психологии» (2011) и «Эмоциональный интеллект и эмоциональная креативность: специфика и взаимодействие» (2020), а также научно-практические руководства «Азбука эмоционального интеллекта» (Санкт-Петербург, 2012) и «Управление кадрами: руководство для топ-менеджмента и персонала» (Санкт-Петербург, 2012).

## Творчество
Автор книги стихотворений «К счастью…» (2007). Финалист (совместно с С. О Шидловским) конкурса на создание произведений драматического театра «Франциск Скорина и современность» с пьесой «Виры своя» (Диплом первой степени, 2016).

## Награды и признание
- 2018 г. — Благодарность Президента Республики Беларусь («за плодотворную научно-педагогическую деятельность, значительный личный вклад в подготовку высококвалифицированных специалистов, развитие творческих способностей талантливой молодежи»)
- 2018 г. — Грамота Министерства образования Республики Беларусь («за многолетний плодотворный труд, достигнутые успехи в подготовке высококвалифицированных специалистов и в связи с 50-летием с дня основания учреждения образования „Полоцкий государственный университет“»)
- 2021 г. — Почетная грамота Министерства образования Республики Беларусь («за многолетнюю плодотворную педагогическую деятельность, значительный личный вклад в подготовку высококвалифицированных специалистов»)[5].